# 幸せをつかむ歌
『幸せをつかむ歌』（しあわせをつかむうた、Ricki and the Flash）は、2015年にアメリカ合衆国で製作されたコメディドラマ映画。ジョナサン・デミが監督、ディアブロ・コディが脚本を務めた。またメリル・ストリープが実娘のメイミー・ガマーと親子役を演じた。

## ストーリー
リンダ(リッキー)はミュージシャンとして成功する夢を忘れられず、過去に夫と幼い三人の子供を捨てた女だった。中年となった現在、彼女はバンド「リッキー＆ザ・フラッシュ」のボーカル兼ギターとしてロサンゼルス郊外の小さなライブハウスに立つ日々を過ごしているが、生活は破産寸前の貧乏暮らしだった。
そんなある日、元夫のピートから連絡が入った。娘のジュリーが夫に捨てられ、様子がおかしいが、男親には手に負えないと助けを求めるピート。ピートの現在の妻は実父の容態が危うく、実家を離れられないのだ。リッキーは愛する娘のために何とか飛行機代を工面して駆けつけるが、ジュリーや家族たちは、パンクな格好のリッキーを未だに許していなかった。
息子ジョシュに婚約者がいることを初めて知るリッキー。リッキーは結婚式のリストにすら載っていなかったのだ。それでもジュリーの話を親身に聞き、町で見かけたジュリーの夫に、ピートと共にケンカを売るリッキー。ジュリーとピートは、そんなリッキーに徐々に心を開き始めた。そこへ帰宅するピートの妻モーリーン。子供たちを育てた母親として自信に溢れるモーリーンを見て、リッキーは寂しく退散した。
バンド活動に戻って数週間、リッキーの元にモーリーンから封書が届いた。それは冷たく追い返した謝罪の手紙と、ジョシュの結婚式への招待状だった。不釣り合いだし金もないからと、出席を諦めるリッキー。そんなリッキーの為に現在の恋人であるグレッグは、大切なギターを売って旅費を作った。
厳粛な結婚式で、昔の知り合いたちから冷たい視線を浴びるリッキー。自分に出来る唯一のことをする為に、リッキーはグレッグやバンド仲間たちとステージに立った。ロックな曲に顔をしかめる来賓たち。しかし、ジョシュと花嫁のエミリーがファースト・ダンスを踊りだすと、踊りの輪は会場全体へと広がった。

## キャスト
※括弧内は日本語吹替
- リッキー・レンダーゾ / リンダ - メリル・ストリープ（一柳みる）

ミュージシャン志望の女性。54歳。老眼持ち。副業でスーパーでアルバイトしている。
- ピート - ケヴィン・クライン（菅生隆之）

リンダの元夫。
- ジュリー - メイミー・ガマー（佐古真弓）

リンダとピートの娘。離婚して鬱病になっている。
- モーリーン - オードラ・マクドナルド（丸山ゆう）

ピートの後妻。
- ジョシュ - セバスチャン・スタン（木島隆一）

リッキーの次男。
- グレッグ - リック・スプリングフィールド（咲野俊介）

リッキーの現在の恋人。リッキーのバンドメンバーのギタリストでもある。リッキーに対する愛情は大きく尽くしている。
- アダム - ニック・ウェストレイト（武内駿輔）

リッキーの息子。ゲイ。
- エミリー - ヘイリー・ゲイツ（英語版）（Lynn）

ジョシュの婚約者。
- シャロン - キアラ・セトル